# Decalepis hamiltonii
Decalepis hamiltonii är en oleanderväxtart som beskrevs av Robert Wight och Arn.. Decalepis hamiltonii ingår i släktet Decalepis och familjen oleanderväxter. Inga underarter finns listade i Catalogue of Life.